# Кишкино (Щёлковский район)
 Кишкино  — деревня в сельском поселении Медвежье-Озёрское
Щёлковского района Московской области.

## География
Деревня находится на северо-востоке Московской области, относящейся к Восточно-Европейской равнине, на высоте 149 м над уровнем моря. Деревня находится в зоне умеренно континентального климата с относительно холодной зимой и умеренно тёплым, а иногда и жарким, летом.
В деревне действует московское время.
Ближайшие населённые пункты — деревни Никифорово и Моносеево.
Невдалеке также находятся железнодорожная станция Циолковская и военный аэродром Чкаловский.

## История
Исторические корни названия деревни уходят во времена Дмитрия Донского, где оно упоминается в меновой грамоте 1382 г. как граница территории рядом с Медвежьими озёрами — «Кишкинская сосна».
Упоминается также как часть Кошелева стана Московского уезда в писцовых книгах 1573—1574 гг.: «За Бурнаном да за Немиром за Ортемевыми, да за Ондреем за Злобиным, да за Постником за Костиным дано им в придачу … пустошь Ошитково…да из порожних земель Ондреевское поместье Кляпикова пустошь Кишкино».
В 1725 году это уже усадебное сельцо подпоручика Василия Константиновича Каратаева.
В 1767 году — во владении коллежского асессора Данилы Степановича Повесова (15 душ и 254 десятин земли) и (небольшой частью) во владении бригадирши Настасьи Степановны Самойловой (3 души, 37 десятин).
В середине XIX века деревня Кишкино относилась ко 2-му стану Богородского уезда Московской губернии и принадлежала комитету Человеколюбивого общества. В деревне было 12 дворов, крестьян 30 душ мужского пола и 36 душ женского.
В «Списке населённых мест» 1862 года — деревня Человеколюбивого общества 2-го стана Богородского уезда Московской губернии по левую сторону Мало-Черноголовского тракта (между Владимирским шоссе и Стромынским трактом), в 24 верстах от уездного города и 9 верстах от становой квартиры, при колодце, с 12 дворами и 66 жителями (30 мужчин, 36 женщин).
По данным на 1869 год — деревня Осеевской волости 3-го стана Богородского уезда с 12 дворами, 12 деревянными домами, лавкой и питейным домом и 64 жителями (34 мужчины, 30 женщин), из них 3 грамотных мужчины. Имелось 6 лошадей, 5 единиц рогатого скота и 4 единицы мелкого, пахотной земли было 30 десятин.
В 1913 году — 16 дворов.
По материалам Всесоюзной переписи населения 1926 года — деревня Никифоровского сельсовета Щёлковской волости Московского уезда в 5 км от Анискинского шоссе и в 2 км от станции Монино Северной железной дороги, проживал 91 житель (42 мужчины, 49 женщин), насчитывалось 21 крестьянское хозяйство.
В 1994–2006 годах относилась к Медвежье-Озёрскому сельскому округу.

## Население
| 1852 | 1859 | 1869 | 1926 | 2002 | 2006 | 2010 |
| ---- | ---- | ---- | ---- | ---- | ---- | ---- |
| 66   | →66  | ↘64  | ↗91  | ↘11  | ↘10  | ↗11  |

## Транспорт и связь
До деревни из Москвы можно проехать по Щёлковскому шоссе А103, с поворотом (на 12 км) направо.
Недалеко от деревни останавливается автобус 362 маршрута.